# Cultura de Varna
La cultura de Varna pertany al final del Calcolític del nord-est de Bulgària. Es data tradicionalment entre el 4400-4100 aC. És contemporània i està molt relacionada amb Gumelniţa al sud de Romania, sovint considerades com a variants locals.
La cultura es caracteritza per una ceràmica fina amb una superfície brillant i polida, probablement construïda amb un torn de terrissaire i una necròpoli rica. La necròpoli calcolítica de Varna, que conté una gran quantitat d'objectes d'or en diverses tombes, n'és la més representativa i conté alguns dels objectes més antics en aquest metall. El complex de Durankulak és un poblat neolític i una necròpoli amb aproximadament 1.200 tombes, amb nombroses troballes. Cal remarcar que els habitatges foren construïts sobre una base alta de pedra.
S'han trobat 292 tombes a la necròpoli, moltes de les quals contenen sofisticats exemples de metal·lúrgia de coure i or, terrissa (prop de 600 peces, incloses les pintades d'or), eines de tall de sílex i obsidiana, granadures i petxines. El lloc va ser descobert accidentalment a l'octubre de 1972 per l'operador d'excavadora Raitxo Marínov. L'excavació de la investigació estava sota la direcció de Mihaïl Làzarov i Ivan Ivànov. Al voltant del 30% de l'àrea estimada de la necròpoli encara no ha estat excavada.

## Característiques
Els habitants de la costa del nord-oest del mar Negre eren una comunitat altament desenvolupada, les tradicions de la qual havien entrat en el patrimoni cultural de la comunitat etnocultural tràcia. Per a ells, el mar Negre s'estava convertint en un important vincle comercial i els permetia de connectar-se amb cultures més distants. La proximitat al mar va tenir un paper important en el ràpid creixement econòmic i social dels ciutadans de la cultura de Varna. Tenien relacions amb el sud de Bessaràbia i les tribus que s'estenien entre els rius Prut i Dnièster. Tot sembla indicar que aquesta és la civilització més antiga coneguda a Europa.
Les troballes mostren que la cultura de Varna tenia relacions comercials amb terres llunyanes, incloent la regió baixa del Volga i les Cíclades, potser exportant mercaderies metàl·liques i sal de la mina de Provàdia. El mineral de coure utilitzat en els artefactes es va originar a partir d'una mina de Sredna Gora prop de Stara Zagora, i les closques de spondylus mediterranis trobades en les tombes podrien haver servit de moneda primitiva.

## Ritus d'enterrament

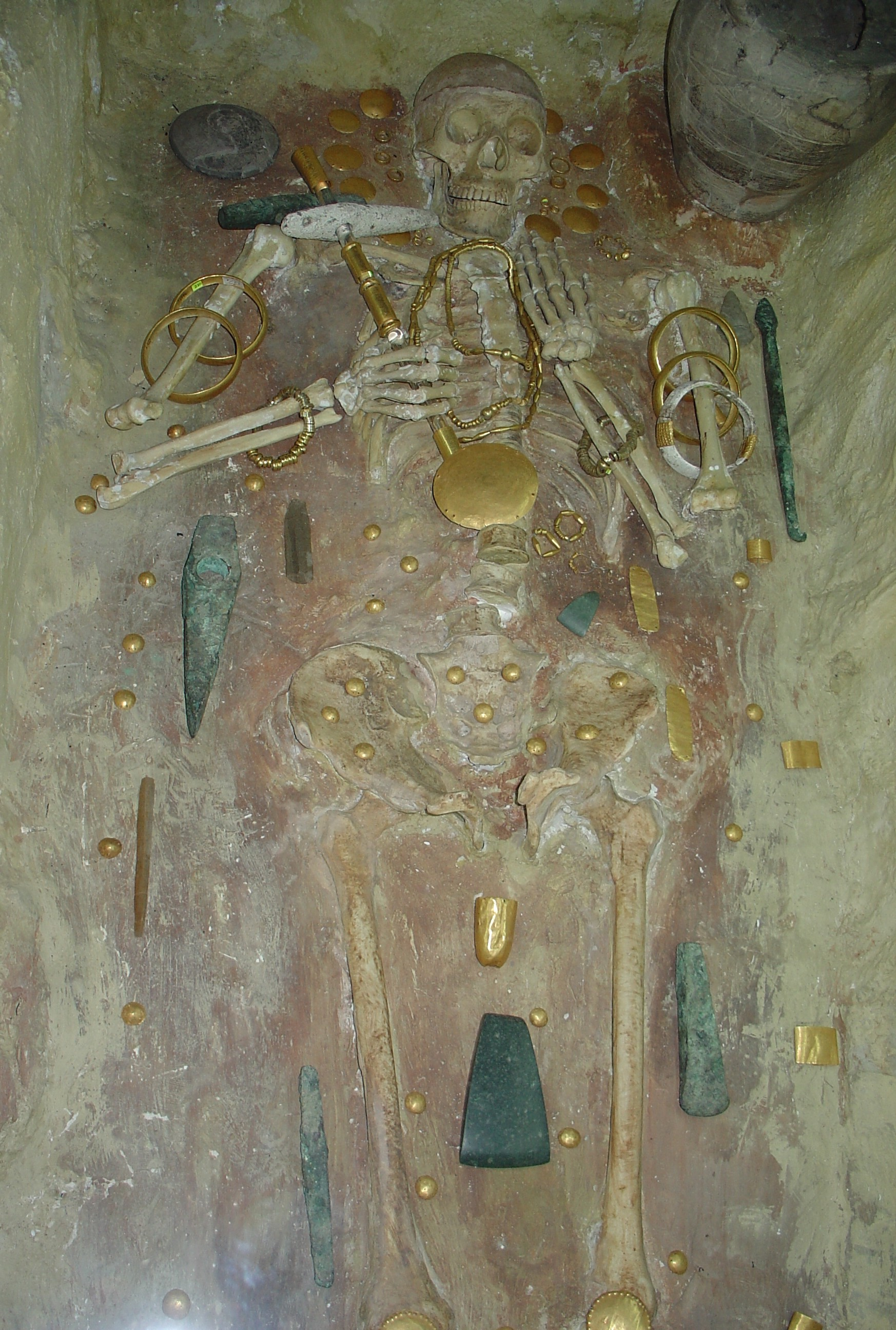
Un enterrament a Varna, amb algunes de les joies d'or més antigues del món

Els enterraments de Varna tenen algunes de les joies d'or més antigues del món. Hi ha inhumacions a la gatzoneta i altres d'esteses. Algunes tombes no contenen un esquelet, sinó tombes honoràries (cenotafis). Les tombes simbòliques (buides) són les més riques en artefactes d'or. S'han trobat 3.000 artefactes d'aquest material, amb un pes aproximat de 6 quilograms. La tomba 43 contenia més or del que s'ha trobat en tota la resta del món per a aquesta època. Tres tombes simbòliques contenien màscares d'argila sense coure.

## Religió
La cultura tenia sofisticades creences religioses sobre la vida després de la mort i va desenvolupar diferències d'estat jeràrquic: constitueix l'evidència d'enterrament més antiga coneguda d'un home d'elit. El final del mil·lenni V aC és el moment en què Marija Gimbutas, fundadora de la hipòtesi kurgana, afirma que va començar a Europa la transició cap al domini masculí. L'home d'alt estatus estava enterrat amb quantitats notables d'or, sostenia una atxa de guerra o maça i portava una funda de penis d'or. Les plaquetes d'or en forma de toro potser també veneraven la virilitat, la força instintiva i la guerra. Gimbutas sosté que els artefactes van ser fets principalment per artesans locals.

## Decadència
La cultura de Varna va desaparèixer sobtadament al voltant del 4100 aC. La discontinuïtat de les cultures de Varna, Karànovo, Vinča i Lengyel en els seus principals territoris i els canvis de població a gran escala al nord i al nord-oest són evidències indirectes d'una sobtada substitució cultural que no es pot explicar per possibles canvis climàtics, desertificació o epidèmies. L'evidència directa de la incursió de guerrers que munten a cavall es troba, no sols en enterraments individuals d'homes sota túmuls, sinó en l'aparició d'un conjunt de trets culturals indoeuropeus.